# Вартанова, Елена Леонидовна
Еле́на Леони́довна Варта́нова (род. 22 декабря 1959, Загорск, СССР) — советский и российский журналист, социолог и педагог, специалист в области проблем медиаэкономики, медиасистем стран Северной Европы, информационного общества и теории коммуникаций. Доктор филологических наук, профессор, академик РАО (2021), декан факультета журналистики МГУ имени М. В. Ломоносова с 2007 года.
Член экспертного совета ВАК РФ по филологии и искусствоведению (с 2018), член Высшей аттестационной комиссии (с 2019).
Заслуженный работник высшей школы Российской Федерации (2005).

## Биография
В 1981 году окончила факультет журналистики МГУ имени М. В. Ломоносова и поступила в аспирантуру, где стала исследовать систему газетного рынка Финляндии. В 1986 году защитила кандидатскую диссертацию по теме «Крупнейшая буржуазная газета Финляндии „Хельсингин Саномат“: основные внешнеполитические концепции и их формирование под воздействием монополистического капитала», а в 1999 году — докторскую диссертацию «Североевропейский путь к информационному обществу: эволюция финской модели СМИ».
В 2000 году стала профессором кафедры зарубежной журналистики и литературы, а в 2001 году — заместителем декана по научной работе. В 2004 году собрала вокруг себя целый ряд уникальных экспертов и создала кафедру теории и экономики СМИ.
В 2007 году стала деканом факультета журналистики МГУ.
Вартановой принадлежит авторство ряда исследований на русском и английском языках. Её статьи опубликованы в более чем 100 научных российских и зарубежных академических изданиях.
Является экспертом Совета Европы, директором Центра по изучению СМИ Финляндии и Скандинавии , входит в правление сети кафедр ЮНЕСКО по журналистике и коммуникациям и ряда других международных организаций, таких как ECREA и IAMCR, где председательствует и является руководителем научно-исследовательских рабочих групп.
Шеф-редактор научного журнала «Меди@льманах» и электронного научного издания «Меди@скоп», зарегистрированного ВАКом и входящим в базу российского индекса научного цитирования. В совершенстве владеет английским и финским языками.

## Преподавательская деятельность
На факультете журналистики МГУ читает лекции: «Основы экономики и менеджмента зарубежных СМИ», «Теория и практика медиаменеджмента», «Современные зарубежные СМИ», «Типология национальных моделей СМИ», «Российская модель СМИ в глобальном контексте». Также читает спецкурс «Финская модель СМИ».
Деятельность за пределами России:
- Доцент университетов Хельсинки и Тампере (Финляндия);
- Курсы лекций (на английском языке) Alexander Institute, University of Helsinki (Finland), MA Course: Russian Media Model: Politics, Business and Profession (Российская модель СМИ: Политика, бизнес, профессия);
- University of Tampere (Finland): Russian Media Model: Globalization, Economy, Policy (Российская модель СМИ: глобализация, экономика, политика);
- Проект «Медиаграмотность для преподавателей журналистики на постсоциалистическом пространстве» (Media Literacy Project, Киев, Украина): Media Economics (Экономика СМИ).

## Область научных интересов
- Медиаэкономика;
- Информационное общество
- СМИ стран Северной Европы
- Российские СМИ в постсоветский период
- Глобализация и СМИ
- Влияние ИКТ на медиасистемы

В 2018 году на ежегодной конференции «Журналистика в <ушедшем> году: творчество, профессия, индустрия». Е.Вартанова выступила с инициативой использования математических методов исследования медиа: «Теоретики информации, такие как Клод Шеннон и Норберт Винер, рассматривали информационные процессы с точки зрения математики и описывали их определёнными формулами, чтобы понять, каким образом сигнал от отправителя информации попадает получателю и на каких этапах происходит усиление, ослабление или извращение этого сигнала. Медиа должны понимать, как эффективнее строить информационные потоки, чтобы информация не терялась по пути, чтобы потребитель получал именно ту информацию, которая ему нужна. Нам нужны и более достоверные методы проверки».

## Награды
- 1997: Шуваловская премия за монографию «Северная модель в конце столетия. Печать, ТВ и радио стран Северной Европы между государственным и рыночным регулированием»[11].
- 2021: «Декан года», общенациональная премия в номинации «Филологические науки», присвоено комиссией Российского профессорского собрания и вручена в рамках Профессорского форума в Москве 27-30 сентября на площадке Общественной палаты РФ[12].
- 2024: Орден Дружбы[13].